# Association Enfants d'Asie
 (février 2021).
 (février 2021).
Enfants d'Asie est une association française reconnue d’utilité publique dont la vocation est le parrainage d'enfants en Asie du Sud-Est. Sa spécificité est d'accompagner l'enfant tout au long de sa scolarité, jusqu'à sa formation professionnelle ou ses études supérieures s'il le peut, sinon jusqu'à l'entrée dans la vie active.

## Historique et controverses
Fondé en 1991, Enfants d'Asie accompagne près de 10 000 enfants défavorisés en Asie du Sud-Est. Ces enfants sont accueillis dans des orphelinats et des foyers, ou sont externes, au Cambodge, au Laos, aux Philippines et au Vietnam.
L'association est créée en 1991 à Phnom Penh par des bénévoles pour venir en aide aux jeunes et enfants cambodgiens à la suite de la chute du régime khmer rouge. L'association soutient des enfants par le biais du parrainage. Elle réalise également des travaux de reconstruction des structures éducatives : orphelinats, réfectoires, salles de classe.
En 1994, Enfants d'Asie commence son action au Laos, à Vientiane, en soutien à des enfants de districts jugés défavorisés de la capitale. Des programmes sont ensuite ouverts dans le Nord du pays et dans la ville de Luang Prabang.
Enfants d'Asie commence le parrainage au Vietnam en 1996 d'abord à Ho Chi Minh Ville puis en soutien aux minorités ethniques du centre du pays, ainsi que dans la région du delta du Mékong,.
En 1997, Enfants d'Asie lance un programme aux Philippines, sur l'île de Cébu, à destination des jeunes filles des bidonvilles. Au cours de la décennie 2000, Enfants d'Asie développe de nouveaux programmes de soutien aux enfants et jeunes sur toute l'île.
Progressivement de nouveaux programmes sont mis en place : cours de soutien scolaire, accompagnement à l'insertion socio-professionnelle, ateliers de développement, sensibilisation à l'environnement...
De 1995 à 1997, Gérard Louvin est président de l'association Enfants d'Asie. Il intègre l'association dès 1991. Des accusations de pédophilie semblent avoir provoqué son départ à la demande des membres du Conseil d'Administration de l'époque,. 
Le fondateur de l'association, Charles Fejtö, est licencié par Enfants d'Asie en 1999 à la suite d'accusations de détournement de fonds. L'association porte plainte contre lui et, en juin 2003, il est jugé pour agression sexuelle sur mineure.

## Modes de parrainage
Les parrainages proposés peuvent prendre plusieurs formes :
- parrainages individuels : le parrain a une relation personnalisée avec le filleul par le biais d'échanges de courrier, de photos ou de cadeaux, de visites, envois réguliers des résultats scolaires, etc.
- parrainages collectifs : les parrains ne connaissent pas leur filleul, mais soutiennent un centre, une école ou encore un projet.